# EMA 1995
EMA 1995 je potekala 18. februarja 1995 v studiu RTV Slovenija. Prireditev je vodila Saša Gerdej.
Ocenjevala je strokovna žirija dvanajstih radijskih postaj.
EMA 1995 je bila druga zapovrstjo, saj leta 1994 zaradi slabe uvrstitve leta 1993 nismo sodelovali na izboru za Pesem Evrovizije.
Z desetimi točkami prednosti je zmagala Darja Švajger s pesmijo »Prisluhni mi«. Na Evroviziji se je uvrstila na 7. mesto, kar je najboljša slovenska uvrstitev doslej (poleg sedmega mesta Nuše Derende na Evroviziji 2001).

## Tekmovalne skladbe
Na javni razpis je prispelo 47 skladb, izmed katerih je bilo izbranih naslednjih 12:
| #   | Izvajalec                      | Naslov pesmi               | Avtor glasbe               | Avtor besedila   |
| --- | ------------------------------ | -------------------------- | -------------------------- | ---------------- |
| 1.  | Avia Band                      | »Vsaj še trenutek«         | Matej Strah                | Adi Smolar       |
| 2.  | Jan Plestenjak                 | »Ker te ljubim«            | Jan Plestenjak             | Jan Plestenjak   |
| 3.  | Miha Balažič                   | »Tvoje oči«                | Tomaž Kozlevčar            | Dare Hering      |
| 4.  | Freeway                        | »Joanna«                   | V. Denis                   | Sami             |
| 5.  | Don Juan                       | »Naj tvoja volja se zgodi« | Miran Fakin                | Vili Bertok      |
| 6.  | Daniela Sasič in Mario Barišič | »Ne ti, ne jaz«            | Izidor Leitinger           | D. Leitinger     |
| 7.  | Darja Švajger                  | »Prisluhni mi«             | Primož Peterca, Sašo Fajon | Primož Peterca   |
| 8.  | Irena Vrčkovnik in Oto Pestner | »Oda ljubezni«             | Oto Pestner                | Marjan Šneberger |
| 9.  | Faraoni                        | »Ljubezen je«              | Enzo Hrovatin              | Miša Čermak      |
| 10. | After Eight                    | »Edina ti«                 | Matej Kovše                | Matej Kovše      |
| 11. | Malibu                         | »Hvala ti«                 | Andrej Baša                | Tomo Jurak       |
| 12. | Čudežna polja                  | »Dober dan, maj«           | Gorazd Elvič               | Gorazd Elvič     |

Aranžmaji: Jože Privšek (»Prisluhni mi«), Oto Pestner (»Oda ljubezni«) in M. Kovše (»Edina ti«).

## Rezultati
Glasovale so žirije 12 slovenskih radijskih postaj. 
| #   | Pesem                      | Točke | Uvrstitev |
| --- | -------------------------- | ----- | --------- |
| 1.  | »Vsaj še trenutek«         | 120   | 3.        |
| 2.  | »Ker te ljubim«            | 73    | 5.        |
| 3.  | »Tvoje oči«                | 53    | 10.       |
| 4.  | »Joanna«                   | 61    | 9.        |
| 5.  | »Naj tvoja volja se zgodi« | 72    | 6.        |
| 6.  | »Ne ti ne jaz«             | 14    | 12.       |
| 7.  | »Prisluhni mi«             | 132   | 1.        |
| 8.  | »Oda ljubezni«             | 122   | 2.        |
| 9.  | »Ljubezen je«              | 102   | 4.        |
| 10. | »Edina ti«                 | 69    | 7.        |
| 11. | »Hvala ti«                 | 68    | 8.        |
| 12. | »Dober dan, maj«           | 50    | 11.       |